# 小普請
小普請（こぶしん）は、江戸幕府の組織の1つ。幕府直参の旗本・御家人のうち、家禄3000石以下で無役の者がこれに属す。「小普請」というが、小普請奉行やその属僚とは全く別のものである。
3000石以上10000石未満は「寄合」といった。ただし、500石から2000石であっても寄合に入る場合もあれば、3100石で小普請入りした例もある。3000石未満でも布衣以上の職を勤め、勤役中に瑕瑾が無かったものは、寄合に入るのが慣例で、これを「役寄合」といった。その一方で、失態を犯して懲罰的に小普請入りになった者は「縮尻（しくじり）小普請」「御咎小普請」「不相応小普請」といった。そのほか、親の代からの小普請で70歳以上の「老年小普請」、早くに親が死んで家督を継いだが幼年のため御役に出られず小普請入りをした「幼年小普請」、また13ヵ月以上病気をしたため小普請となった「病気小普請」などがあった。このほか、寛政元年（1789年）に、不行跡の小普請の教戒処分として「甲府勝手小普請制」が設置された。
御中間・御小人・御駕籠之者・黒鍬之者・掃除之者のいわゆる五役は、無役になっても小普請ではなく、目付支配無役という別扱いとされた。
幕臣には大きく分けて、世襲の許される譜代席と二半場、一代限りの雇用である抱席（抱入）があった。譜代席と二半場は無役になっても小普請組に入って家禄は得られたが、抱席は無役になれば家禄は無く、原則的には家督の継承もできなかった。
決まった役職が無く、訓育を怠ることが多いため、小普請組8組を2班に分けて、毎月3回学問所で四書の講談を聞き、権田原で弓射の練習をした。5年ごとに将軍の前で大的の弓射が行なわれ、一手（2本）命中させた者は褒賞として時服2領を賜わった。

## 小普請の組織
享保4年（1719年）に小普請組支配が設置され、200石以上の小普請がその支配下となった。200石以下の小普請は従前どおり御留守居の支配下だったが、宝暦3年（1753年）6月にはすべて小普請支配の所属となった。
小普請支配の下に各組2人の組頭がいたが、寛政3年（1791年）に組頭は各組1人になり、それに伴って御目見以上の小普請を「小普請支配」、御目見以下を「小普請組」と称するようになった。

## 小普請人足
戦国時代では、病弱だったり、幼すぎるまたは年老いすぎていて軍役に就けない者は、若党と槍を用意して槍奉行の配下に属させる「役長柄」という決まりがあった。石高100石につき若党1人・槍1筋で、それより低い石高の者は数人で合同して禄高に応じて課役を負担した。しかし、元和年間以後、戦乱が無くなった代わりに築城や土木工事が増えたことから、禄高100石につき1人の中間・小者を供出して櫓・多聞・城壁の営繕・修理に従事させた。これを「壁瓦破損小普請役」といった。
200石以上の幕臣は、壁や瓦、垣根の破損といった小さな補修工事のために人足を禄高100石につき2、3人出した。これを「小普請人足」と呼び、500石以上の幕臣であれば杖突（つえつき）という士分の者1人がこの人足を率いていった。これらの人足は抱えている中間の中から出すため、彼らが失態を犯せば主人の責任となった。このようなやり方は、慶安年間に町人に人足の請負をさせるようになるまで続いた。
人足を供出する夫役は、延宝3年（1675年）に、禄高100石につき金1両を納める「小普請金」の制度へと変わった。

## 小普請入りした武士の困窮
小普請入りした幕臣は、経済的に困窮していたため、中間を雇う余裕も無く、その多くが内職をして生活費の足しにしていた。その困窮した姿は「禄有之浪人の如し」（『翁草』）と言われ、金と引き換えに町人を養子に迎えて武士身分を売る者もいた。本来これは違法行為だが、処罰を受ける者は跡を絶たなかった。とある小普請の者の身分売買が発覚した際には「其位の事を糺すと、小ブシン（普請）は大躰潰さねばならぬ」「前島を上へ申上げ潰し候はば、其類は御旗本にはいくらもある。残らずは潰されぬ」と言われた。
さらに、元禄2年（1689年）からは、乏しい収入の中から、小普請金といわれる役金の納入の義務も負うことになった。
困窮した小普請の武士の中には犯罪に手を染める者もおり、幕末（嘉永6年11月12日）には、四谷で小普請組300石取の旗本が夜盗として捕まったという記録もある。

## 逢対日
何らかの役職（御役）に就けば役職手当として別途収入が得られるため、小普請の者は小普請組支配に就きたい御役の希望を提出し、訴えを聞いてもらうといった運動をした。
支配に面会して話を聞いてもらう日を「逢対日」といった。逢対日は毎月6日・19日・24日で、正月は24日が最初で、12月は6日で終わった。御目見以下の小普請組の逢対日は、2月から11月は毎月14日と27日の月2回。正月は27日、12月は14日のみだった。
当日は朝の五つ（午前8時）に支配の屋敷に赴き、まず支配の面前で「益々御勇健」と挨拶する。支配は「御支障りもなく」とだけ言い、それが終わると一礼して退出する。願いごとがあればこの時に膝元近く進んで申し上げた。御役につきたい者は、この逢対日に顔を出し、日参までして顔を覚えてもらった。
御目見以下で御役につきたい者は、特技・希望を申し立てて、願いごとを書類にして差し出した。しかし組頭から「例文と違う」「この書体ではわからない」などと書式の細かい点で難癖をつけられ、書き直すよう指示され、何度も足を運び、日数をかけてようやく申請をすることができた。

## 代官下僚への登用
幕領各地の代官には、手代・手付（手附）と呼ばれる下僚がいた。手代は町人・百姓の中から採用された者だが、手付は幕府の小普請の中から採用された。手付は、小普請の中から有能な人材を発掘すると同時に、彼らがお役目に就ける機会を増やすことを目的として勘定奉行柳生久通により創設された。

## 小普請の家督相続
小普請の武士の隠居や家督相続は数が多く、願い出は頻繁に行われたため、特例を設けて手続きは簡素化された。隠居できる年齢の制限は廃止、本人が病気その他の理由で御役にたち難い旨を記載し、親戚が連署して願い出ること。家督相続は17歳以上、親戚2人を後見人として願書を提出することとされた。
小普請組頭と小普請世話役が願出人の屋敷に行って印章や掛かりつけの医師の名をただし、被相続人の押印をされた書類を小普請組支配に提出。その日のうちに月番老中に申達された。これらの手続きが終わった後、親戚2人が連署して願出人の死亡を届け出た。
50歳未満で死亡したが跡継ぎの男子がいなかった場合のために「急養子」が認められた。これは願人の死亡後に養子を立てて家督を相続させる制度だが、普通の家督相続よりも厳密な調査を必要としたので、この場合は小普請組支配が直接願人の屋敷に赴いて手続きを行なった。

## 小普請の廃止
幕末になり、近代的な軍隊が必要になったことから、慶応2年（1866年）8月に小普請の制度が廃止され、御目見以上は陸海軍奉行の支配に、御目見以下は陸海軍奉行支配組頭に所属することとなった。